# Nowhere Boys: The Book of Shadows
Nowhere Boys: The Book of Shadows é um filme Australiano de ficção fantasia juvenil  dirigido por David César. Ele é baseado na série Nowhere Boys criada por Tony Ayres, que também co-escreveu o filme.

## Sinopse
Um ano depois que os meninos cruzaram as dimensões, descobriram a magia e lutam contra o demônio restaurador. Tendo crescido separados, eles reencontram novamente, quando Felix descobre um livro magicamente selado, que involuntariamente libera uma força poderosa do caos. Todos estão relutantes, atraídos a um confronto que ameaça o seu mundo.

## Elenco
| Ator/Atriz             | Personagem        |
| ---------------------- | ----------------- |
| Dougie Baldwin         | Felix Ferne       |
| Joel Lok               | Andrew "Andy" Lau |
| Rahart Adams           | Sam Conte         |
| Matt Testro            | Jake Riles        |
| Sean Rees-Wemyss       | Oscar Ferne       |
| Angourie Rice          | Tegan             |
| Michala Banas          | Phoebe Hartley    |
| Darci McDonald         | Ellen O'Donnell   |
| Tamala Shelton         | Mia               |
| Michelle Gerster       | Vivian "Viv" Lau  |
| Victoria Thaine        | Alice Hartley     |
| Ben Keller             | Bear              |
| Ben Anderson           | Ken Ferne         |
| Nicholas Coghlan       | Brian Bates       |
| Heidi Arena            | Kathy Ferne       |
| Libby Tanner           | Sarah Riles       |
| Sam Sharwood           | Mike Parker       |
| Zelman Cressey-Gladwin | Dylan             |
| Logan Phillips         | Trent Long        |
| Daniel Di Giovanni     | Vince Conte       |
| Lester Ellis Jr.       | Pete Conte        |
| Samuel O'Connor        | Telly             |
| Giovanni Piccolo       | Professor         |

## Produção
Em 23 de dezembro de 2014, anunciou-se que a Screen Australia financiaria um filme baseado na série de televisão intitulada Nowhere Boys: The Rise of the Bear. no Entanto, em julho de 2015, foi revelado que o nome do filme foi mudado para Nowhere Boys: The Book of Shadows Com 80 minutos de duração do filme foi dirigido por David César e escrito por Tony Ayres, Rhys Graham e Craig Irvin. Ele foi produzido por Beth Frey e executivo produzido pela Ayres e Michael McMahon.Nowhere Boys: O Livro das Sombras começa um ano depois que os meninos cruzaram as dimensões, descobriram a magia e lutaram contra o demônio restaurador. Tendo crescido, eles são atraídos a ficarem juntos novamente quando Felix descobre um Livro das sombras, selado de forma mágica, que involuntariamente libera uma poderosa força de caos. Os meninos são relutantemente atraídos para um confronto que ameaça seu mundo e seus entes queridos.
Dougie Baldwin, Joel Lok, Rahart Adams, Matt Testro e Sean Rees-Wemyss reprisaram seus papeis como Felix, Andy, Sam, Jake e Oscar. Outros que também voltoram para o filme incluí os regulares da série Darci McDonald (Ellen), Sean Rees-Wemyss (Oscar), Michael Banas (Phoebe), Victoria Thaine (Alice), Ben Keller (Bear), Tamala Shelton (Mia) e Michelle Gerster (Viv). Angourie Rice juntou-se ao elenco como Tegan. Nowhere Boys: The Book of Shadows começou a ser filmado  em Melbourne, em julho de 2015.  Ele foi exibido em cinemas selecionados em 1 de janeiro de 2016 e teve sua estréia na televisão na  ABC3 em 6 de março de 2016.